# NFL 2004
Die NFL-Saison 2004 war die 85. Saison im American Football in der National Football League (NFL). Die Regular Season begann am 9. September 2004 und endete am 2. Januar 2005.
Die Saison endete mit dem Pro Bowl am 13. Februar 2005 im Aloha Stadium in Honolulu, Hawaii.

## NFL Draft

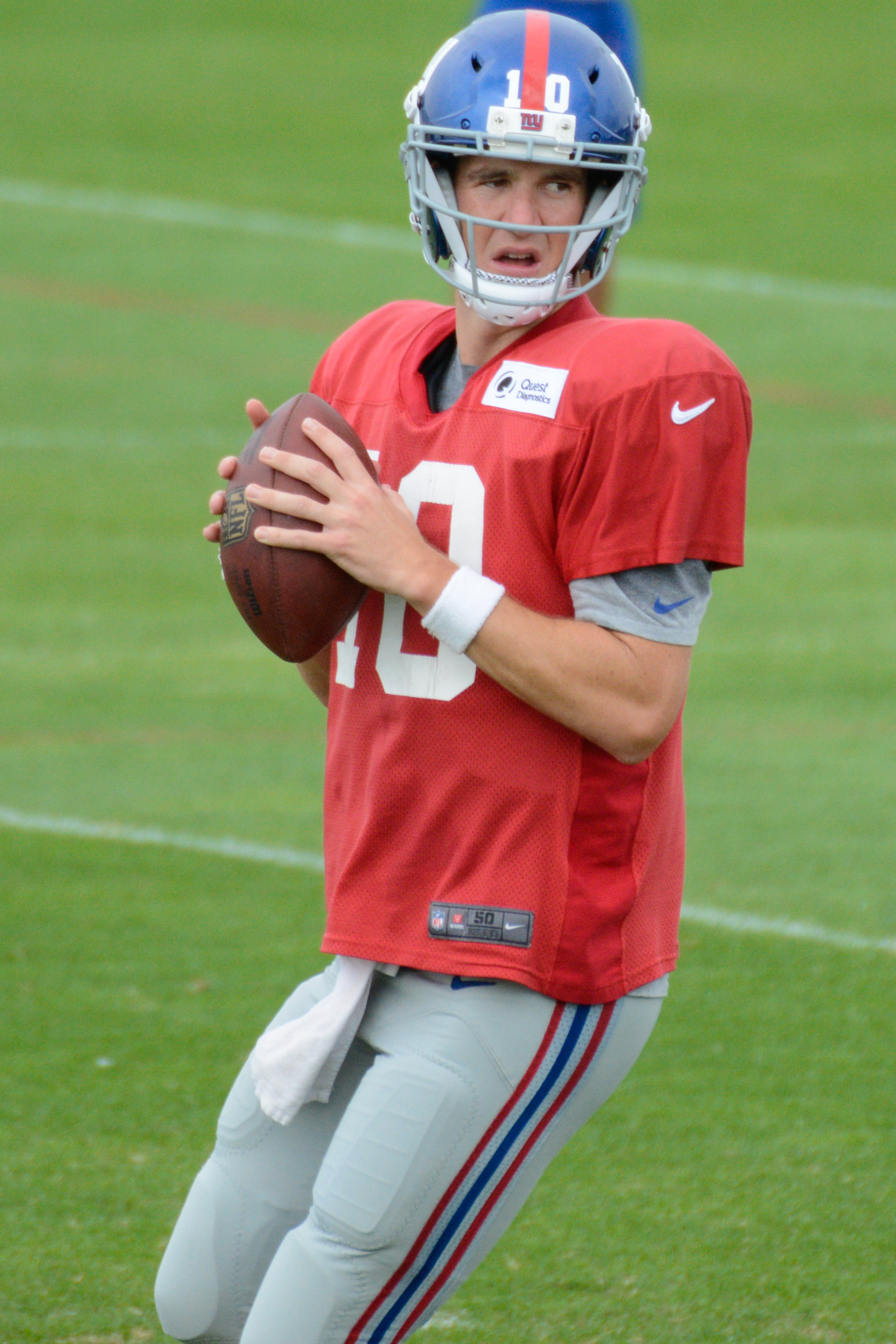
Eli Manning wurde als erster Spieler im NFL Draft 2004 ausgewählt.

Der NFL Draft 2004 fand vom 24. bis 25. April im Madison Square Garden in New York statt. Der Draft lief über sieben Runden, in denen 255 Spieler ausgewählt wurden. Da die San Diego Chargers in der abgelaufenen Saison den schlechtesten Record aufwiesen, hatten sie das Recht, den ersten Spieler im Draft auswählen. Mit dem Erstrunden-Pick wählten sie den Quarterback Eli Manning von der University of Mississippi. Manning wurde jedoch noch während des Draftes im Tausch für Philip Rivers, der als vierter Spieler von den Giants gedraftet wurde, und drei weiteren Draft Picks an die New York Giants abgegeben.

Der letzte verbliebene aktive Spieler aus diesem Draft ist der Punter Andy Lee von den Arizona Cardinals. Lee wurde in der sechsten Runde von San Francisco 49ers gedraftet. Jason Peters, Offensive Tackle der Dallas Cowboys, ist auch noch aktiver Spieler aus der Draftklasse, allerdings wurde er während des Draftes von keinem Team gewählt.

## Regular Season

### Abschlusstabellen

#### Divisions
| AFC East             | AFC East | AFC East | AFC East | AFC East | AFC East | AFC East | AFC East | AFC East |
| Team                 | S        | N        | U        | SQ       | P+       | P−       | DIV      | CONF     |
| -------------------- | -------- | -------- | -------- | -------- | -------- | -------- | -------- | -------- |
| New England Patriots | 14       | 2        | 0        | 0,875    | 437      | 260      | 5–1      | 10–2     |
| New York Jets        | 10       | 6        | 0        | 0,625    | 333      | 261      | 3–3      | 7–5      |
| Buffalo Bills        | 9        | 7        | 0        | 0,562    | 395      | 284      | 3–3      | 5–7      |
| Miami Dolphins       | 4        | 12       | 0        | 0,250    | 275      | 354      | 1–5      | 2–10     |

| NFC East            | NFC East | NFC East | NFC East | NFC East | NFC East | NFC East | NFC East | NFC East |
| Team                | S        | N        | U        | SQ       | P+       | P−       | DIV      | CONF     |
| ------------------- | -------- | -------- | -------- | -------- | -------- | -------- | -------- | -------- |
| Philadelphia Eagles | 13       | 3        | 0        | 0,812    | 386      | 260      | 6–0      | 11–1     |
| New York Giants     | 6        | 10       | 0        | 0,375    | 303      | 347      | 3–3      | 5–7      |
| Dallas Cowboys      | 6        | 10       | 0        | 0,375    | 293      | 405      | 2–4      | 5–7      |
| Washington Redskins | 6        | 10       | 0        | 0,375    | 240      | 265      | 1–5      | 6–6      |

| AFC North           | AFC North | AFC North | AFC North | AFC North | AFC North | AFC North | AFC North | AFC North |
| Team                | S         | N         | U         | SQ        | P+        | P−        | DIV       | CONF      |
| ------------------- | --------- | --------- | --------- | --------- | --------- | --------- | --------- | --------- |
| Pittsburgh Steelers | 15        | 1         | 0         | 0,938     | 372       | 251       | 5–1       | 11–1      |
| Baltimore Ravens    | 9         | 7         | 0         | 0,562     | 317       | 268       | 3–3       | 6–6       |
| Cincinnati Bengals  | 8         | 8         | 0         | 0,500     | 374       | 372       | 2–4       | 4–8       |
| Cleveland Browns    | 4         | 12        | 0         | 0,250     | 276       | 390       | 2–4       | 3–9       |

| NFC North         | NFC North | NFC North | NFC North | NFC North | NFC North | NFC North | NFC North | NFC North |
| Team              | S         | N         | U         | SQ        | P+        | P−        | DIV       | CONF      |
| ----------------- | --------- | --------- | --------- | --------- | --------- | --------- | --------- | --------- |
| Green Bay Packers | 10        | 6         | 0         | 0,625     | 424       | 380       | 5–1       | 9–3       |
| Minnesota Vikings | 8         | 8         | 0         | 0,500     | 405       | 395       | 3–3       | 5–7       |
| Detroit Lions     | 6         | 10        | 0         | 0,375     | 296       | 350       | 2–4       | 5–7       |
| Chicago Bears     | 5         | 11        | 0         | 0,312     | 231       | 331       | 2–4       | 4–8       |

| AFC South            | AFC South | AFC South | AFC South | AFC South | AFC South | AFC South | AFC South | AFC South |
| Team                 | S         | N         | U         | SQ        | P+        | P−        | DIV       | CONF      |
| -------------------- | --------- | --------- | --------- | --------- | --------- | --------- | --------- | --------- |
| Indianapolis Colts   | 12        | 4         | 0         | 0,750     | 522       | 351       | 5–1       | 8–4       |
| Jacksonville Jaguars | 9         | 7         | 0         | 0,562     | 261       | 280       | 2–4       | 6–6       |
| Houston Texans       | 7         | 9         | 0         | 0,438     | 309       | 339       | 4–2       | 6–6       |
| Tennessee Titans     | 5         | 11        | 0         | 0,312     | 344       | 439       | 1–5       | 3–9       |

| NFC South            | NFC South | NFC South | NFC South | NFC South | NFC South | NFC South | NFC South | NFC South |
| Team                 | S         | N         | U         | SQ        | P+        | P−        | DIV       | CONF      |
| -------------------- | --------- | --------- | --------- | --------- | --------- | --------- | --------- | --------- |
| Atlanta Falcons      | 11        | 5         | 0         | 0,688     | 340       | 337       | 4–2       | 8–4       |
| New Orleans Saints   | 8         | 8         | 0         | 0,500     | 348       | 405       | 3–3       | 6–6       |
| Carolina Panthers    | 7         | 9         | 0         | 0,438     | 355       | 339       | 3–3       | 6–6       |
| Tampa Bay Buccaneers | 5         | 11        | 0         | 0,312     | 301       | 304       | 2–4       | 4–8       |

| AFC West           | AFC West | AFC West | AFC West | AFC West | AFC West | AFC West | AFC West | AFC West |
| Team               | S        | N        | U        | SQ       | P+       | P−       | DIV      | CONF     |
| ------------------ | -------- | -------- | -------- | -------- | -------- | -------- | -------- | -------- |
| San Diego Chargers | 12       | 4        | 0        | 0,750    | 446      | 313      | 5–1      | 9–3      |
| Denver Broncos     | 10       | 6        | 0        | 0,625    | 381      | 304      | 3–3      | 7–5      |
| Kansas City Chiefs | 7        | 9        | 0        | 0,438    | 483      | 435      | 3–3      | 6–6      |
| Oakland Raiders    | 5        | 11       | 0        | 0,312    | 320      | 442      | 1–5      | 3–9      |

| NFC West            | NFC West | NFC West | NFC West | NFC West | NFC West | NFC West | NFC West | NFC West |
| Team                | S        | N        | U        | SQ       | P+       | P−       | DIV      | CONF     |
| ------------------- | -------- | -------- | -------- | -------- | -------- | -------- | -------- | -------- |
| Seattle Seahawks    | 9        | 7        | 0        | 0,562    | 371      | 373      | 3–3      | 8–4      |
| St. Louis Rams      | 8        | 8        | 0        | 0,500    | 319      | 392      | 5–1      | 7–5      |
| Arizona Cardinals   | 6        | 10       | 0        | 0,375    | 284      | 322      | 2–4      | 5–7      |
| San Francisco 49ers | 2        | 14       | 0        | 0,125    | 259      | 452      | 2–4      | 2–10     |

#### Conferences
| AFC              | AFC                  | AFC              | AFC              | AFC              | AFC              | AFC              | AFC              |
| Rang             | Team                 | Division         | S                | N                | U                | SQ               | CONF             |
| Division leaders | Division leaders     | Division leaders | Division leaders | Division leaders | Division leaders | Division leaders | Division leaders |
| ---------------- | -------------------- | ---------------- | ---------------- | ---------------- | ---------------- | ---------------- | ---------------- |
| 1                | Pittsburgh Steelers  | North            | 15               | 1                | 0                | 0,938            | 11–1             |
| 2                | New England Patriots | East             | 14               | 2                | 0                | 0,875            | 10–2             |
| 3                | Indianapolis Colts   | South            | 12               | 4                | 0                | 0,750            | 8–4              |
| 4                | San Diego Chargers   | West             | 12               | 4                | 0                | 0,750            | 9–3              |
| Wild Cards       |                      |                  |                  |                  |                  |                  |                  |
| 5                | New York Jets        | East             | 10               | 6                | 0                | 0,625            | 7–5              |
| 6                | Denver Broncos       | West             | 10               | 6                | 0                | 0,625            | 7–5              |
| Ausgeschieden    |                      |                  |                  |                  |                  |                  |                  |
| 7                | Jacksonville Jaguars | South            | 9                | 7                | 0                | 0,562            | 6–6              |
| 8                | Baltimore Ravens     | North            | 9                | 7                | 0                | 0,562            | 6–6              |
| 9                | Buffalo Bills        | East             | 9                | 7                | 0                | 0,562            | 5–7              |
| 10               | Cincinnati Bengals   | North            | 8                | 8                | 0                | 0,500            | 4–8              |
| 11               | Houston Texans       | South            | 7                | 9                | 0                | 0,438            | 6–6              |
| 12               | Kansas City Chiefs   | West             | 7                | 9                | 0                | 0,438            | 6–6              |
| 13               | Oakland Raiders      | West             | 5                | 11               | 0                | 0,312            | 3–9              |
| 14               | Tennessee Titans     | South            | 5                | 11               | 0                | 0,312            | 3–9              |
| 15               | Miami Dolphins       | East             | 4                | 12               | 0                | 0,250            | 2–10             |
| 16               | Cleveland Browns     | North            | 4                | 12               | 0                | 0,250            | 3–9              |

| NFC              | NFC                  | NFC              | NFC              | NFC              | NFC              | NFC              | NFC              |
| Rang             | Team                 | Division         | S                | N                | U                | SQ               | CONF             |
| Division leaders | Division leaders     | Division leaders | Division leaders | Division leaders | Division leaders | Division leaders | Division leaders |
| ---------------- | -------------------- | ---------------- | ---------------- | ---------------- | ---------------- | ---------------- | ---------------- |
| 1                | Philadelphia Eagles  | East             | 13               | 3                | 0                | 0,812            | 11–1             |
| 2                | Atlanta Falcons      | South            | 11               | 5                | 0                | 0,688            | 8–4              |
| 3                | Green Bay Packers    | North            | 10               | 6                | 0                | 0,625            | 9–3              |
| 4                | Seattle Seahawks     | West             | 9                | 7                | 0                | 0,562            | 8–4              |
| Wild Cards       |                      |                  |                  |                  |                  |                  |                  |
| 5                | St. Louis Rams       | West             | 8                | 8                | 0                | 0,500            | 7–5              |
| 6                | Minnesota Vikings    | North            | 8                | 8                | 0                | 0,500            | 5–7              |
| Ausgeschieden    |                      |                  |                  |                  |                  |                  |                  |
| 7                | New Orleans Saints   | South            | 8                | 8                | 0                | 0,500            | 6–6              |
| 8                | Carolina Panthers    | South            | 7                | 9                | 0                | 0,438            | 6–6              |
| 9                | Detroit Lions        | North            | 6                | 10               | 0                | 0,375            | 5–7              |
| 10               | Arizona Cardinals    | West             | 6                | 10               | 0                | 0,375            | 5–7              |
| 11               | New York Giants      | East             | 6                | 10               | 0                | 0,375            | 5–7              |
| 12               | Dallas Cowboys       | East             | 6                | 10               | 0                | 0,375            | 5–7              |
| 13               | Washington Redskins  | East             | 6                | 10               | 0                | 0,375            | 6–6              |
| 14               | Tampa Bay Buccaneers | South            | 5                | 11               | 0                | 0,312            | 4–8              |
| 15               | Chicago Bears        | North            | 5                | 11               | 0                | 0,312            | 4–8              |
| 16               | San Francisco 49ers  | West             | 2                | 14               | 0                | 0,125            | 2–10             |

Legende:
| Siege              | Niederlagen           | Unentschieden      | SQ gewonnene Spiele (relativ)                       | DIV Gewonnene / verlorene Spiele in der Division |
| P+ gemachte Punkte | P− gegnerische Punkte | Playoff-Teilnehmer | CONF Gewonnene / verlorene Spiele in der Conference |                                                  |

Tie-Breaker 2004
- Indianapolis sicherte sich den dritten Platz in der Play-off-Setzliste der AFC vor San Diego aufgrund ihres 34:31 OT-Sieges im direkten Duell in Woche 16.
- Die New York Jets sicherten sich den fünften Platz in der Play-off-Setzliste der AFC vor Denver aufgrund ihrer besseren Bilanz gegen gemeinsame Gegner (5–0 gegenüber 3–2 von Denver).
- St. Louis sicherte sich den fünften Platz in der Play-off-Setzliste der NFC vor Minnesota und New Orleans aufgrund ihrer besseren Conference-Bilanz (7–5 gegenüber 5–7 von Minnesota und 6–6 von New Orleans).
- Minnesota sicherte sich den 6. und damit letzten Platz in der Play-off-Setzliste der NFC vor New Orleans aufgrund ihres 38:31-Sieges im direkten Duell in Woche 6.
- Die New York Giants beendeten die Saison vor Dallas und Washington in der NFC East aufgrund ihrer besseren gemeinsamen Bilanz (3–1 gegenüber 2–2 von Dallas und 1–3 von Washington).
- Dallas beendete die Saison vor Washington in der NFC East aufgrund ihrer zwei direkten Siege.

## Play-offs
Die Play-offs begannen am 9. Januar und liefen bis zum 23. Januar 2005.
Die New England Patriots gewannen ihren dritten Super Bowl.
|  | Wild Card Round              | Wild Card Round              | Wild Card Round              |                               |              | Divisional Round                     | Divisional Round                     | Divisional Round                     |                                      |  | Conference Championships | Conference Championships | Conference Championships |  |  | Super Bowl | Super Bowl | Super Bowl |
|  |                              |                              |                              |                               |              |                                      |                                      |                                      |                                      |  |                          |                          |                          |  |  |            |            |            |
|  | 9. Januar – Lambeau Field    | 9. Januar – Lambeau Field    | 9. Januar – Lambeau Field    |                               |              | 16. Januar – Lincoln Financial Field | 16. Januar – Lincoln Financial Field | 16. Januar – Lincoln Financial Field |                                      |  |                          |                          |                          |  |  |            |            |            |
|  | 9. Januar – Lambeau Field    | 9. Januar – Lambeau Field    | 9. Januar – Lambeau Field    | 1                             | Philadelphia | 27                                   |                                      |                                      |                                      |  |                          |                          |                          |  |  |            |            |            |
|  | 3                            | Green Bay                    | 17                           | 1                             | Philadelphia | 27                                   | 23. Januar – Lincoln Financial Field | 23. Januar – Lincoln Financial Field | 23. Januar – Lincoln Financial Field |  |                          |                          |                          |  |  |            |            |            |
|  | 3                            | Green Bay                    | 17                           | 6                             | Minnesota    | 14                                   | 23. Januar – Lincoln Financial Field | 23. Januar – Lincoln Financial Field | 23. Januar – Lincoln Financial Field |  |                          |                          |                          |  |  |            |            |            |
|  | 6                            | Minnesota                    | 31                           | 6                             | Minnesota    | 14                                   | 23. Januar – Lincoln Financial Field | 23. Januar – Lincoln Financial Field | 23. Januar – Lincoln Financial Field |  |                          |                          |                          |  |  |            |            |            |
|  | 6                            | Minnesota                    | 31                           | 15. Januar – Georgia Dome     |              |                                      | 23. Januar – Lincoln Financial Field | 23. Januar – Lincoln Financial Field | 23. Januar – Lincoln Financial Field |  |                          |                          |                          |  |  |            |            |            |
|  |                              |                              |                              | 1                             | Philadelphia | 27                                   |                                      |                                      |                                      |  |                          |                          |                          |  |  |            |            |            |
|  | NFC                          |                              |                              | 1                             | Philadelphia | 27                                   |                                      |                                      |                                      |  |                          |                          |                          |  |  |            |            |            |
|  |                              | 2                            | Atlanta                      | 10                            |              |                                      |                                      |                                      |                                      |  |                          |                          |                          |  |  |            |            |            |
|  | 8. Januar – Qwest Field      | 2                            | Atlanta                      | 10                            |              |                                      |                                      |                                      |                                      |  |                          |                          |                          |  |  |            |            |            |
|  | NFC Championship             |                              |                              |                               |              |                                      |                                      |                                      |                                      |  |                          |                          |                          |  |  |            |            |            |
|  | 2                            | Atlanta                      | 47                           |                               |              |                                      |                                      |                                      |                                      |  |                          |                          |                          |  |  |            |            |            |
|  | 2                            | Atlanta                      | 47                           | 4                             | Seattle      | 20                                   | 6. Februar – ALLTEL Stadium          | 6. Februar – ALLTEL Stadium          | 6. Februar – ALLTEL Stadium          |  |                          |                          |                          |  |  |            |            |            |
|  | 5                            | St. Louis                    | 17                           | 4                             | Seattle      | 20                                   | 6. Februar – ALLTEL Stadium          | 6. Februar – ALLTEL Stadium          | 6. Februar – ALLTEL Stadium          |  |                          |                          |                          |  |  |            |            |            |
|  | 5                            | St. Louis                    | 17                           | 5                             | St. Louis    | 27                                   | 6. Februar – ALLTEL Stadium          | 6. Februar – ALLTEL Stadium          | 6. Februar – ALLTEL Stadium          |  |                          |                          |                          |  |  |            |            |            |
|  | 15. Januar – Heinz Field     |                              |                              | 5                             | St. Louis    | 27                                   | 6. Februar – ALLTEL Stadium          | 6. Februar – ALLTEL Stadium          | 6. Februar – ALLTEL Stadium          |  |                          |                          |                          |  |  |            |            |            |
|  | 8. Januar – Qualcomm Stadium | 8. Januar – Qualcomm Stadium | 8. Januar – Qualcomm Stadium | N1                            | Philadelphia | 21                                   |                                      |                                      |                                      |  |                          |                          |                          |  |  |            |            |            |
|  | 8. Januar – Qualcomm Stadium | 8. Januar – Qualcomm Stadium | 8. Januar – Qualcomm Stadium | N1                            | Philadelphia | 21                                   |                                      |                                      |                                      |  |                          |                          |                          |  |  |            |            |            |
|  | 8. Januar – Qualcomm Stadium | 8. Januar – Qualcomm Stadium | 8. Januar – Qualcomm Stadium |                               | A2           | New England                          | 24                                   |                                      |                                      |  |                          |                          |                          |  |  |            |            |            |
|  | 8. Januar – Qualcomm Stadium | 8. Januar – Qualcomm Stadium | 8. Januar – Qualcomm Stadium |                               | A2           | New England                          | 24                                   |                                      |                                      |  |                          |                          |                          |  |  |            |            |            |
|  | 8. Januar – Qualcomm Stadium | 8. Januar – Qualcomm Stadium | 8. Januar – Qualcomm Stadium | Super Bowl XXXIX              |              |                                      |                                      |                                      |                                      |  |                          |                          |                          |  |  |            |            |            |
|  | 8. Januar – Qualcomm Stadium | 8. Januar – Qualcomm Stadium | 8. Januar – Qualcomm Stadium | 1                             | Pittsburgh   | 20*                                  |                                      |                                      |                                      |  |                          |                          |                          |  |  |            |            |            |
|  | 4                            | San Diego                    | 17                           | 1                             | Pittsburgh   | 20*                                  | 23. Januar – Heinz Field             | 23. Januar – Heinz Field             | 23. Januar – Heinz Field             |  |                          |                          |                          |  |  |            |            |            |
|  | 4                            | San Diego                    | 17                           | 5                             | N.Y. Jets    | 17                                   | 23. Januar – Heinz Field             | 23. Januar – Heinz Field             | 23. Januar – Heinz Field             |  |                          |                          |                          |  |  |            |            |            |
|  | 5                            | N.Y. Jets                    | 20*                          | 5                             | N.Y. Jets    | 17                                   | 23. Januar – Heinz Field             | 23. Januar – Heinz Field             | 23. Januar – Heinz Field             |  |                          |                          |                          |  |  |            |            |            |
|  | 5                            | N.Y. Jets                    | 20*                          | 16. Januar – Gillette Stadium |              |                                      | 23. Januar – Heinz Field             | 23. Januar – Heinz Field             | 23. Januar – Heinz Field             |  |                          |                          |                          |  |  |            |            |            |
|  |                              |                              |                              | 1                             | Pittsburgh   | 27                                   |                                      |                                      |                                      |  |                          |                          |                          |  |  |            |            |            |
|  | AFC                          |                              |                              | 1                             | Pittsburgh   | 27                                   |                                      |                                      |                                      |  |                          |                          |                          |  |  |            |            |            |
|  |                              | 2                            | New England                  | 41                            |              |                                      |                                      |                                      |                                      |  |                          |                          |                          |  |  |            |            |            |
|  | 9. Januar – RCA Dome         | 2                            | New England                  | 41                            |              |                                      |                                      |                                      |                                      |  |                          |                          |                          |  |  |            |            |            |
|  | AFC Championship             |                              |                              |                               |              |                                      |                                      |                                      |                                      |  |                          |                          |                          |  |  |            |            |            |
|  | 2                            | New England                  | 20                           |                               |              |                                      |                                      |                                      |                                      |  |                          |                          |                          |  |  |            |            |            |
|  | 2                            | New England                  | 20                           | 3                             | Indianapolis | 49                                   |                                      |                                      |                                      |  |                          |                          |                          |  |  |            |            |            |
|  | 3                            | Indianapolis                 | 3                            | 3                             | Indianapolis | 49                                   |                                      |                                      |                                      |  |                          |                          |                          |  |  |            |            |            |
|  | 3                            | Indianapolis                 | 3                            | 6                             | Denver       | 24                                   |                                      |                                      |                                      |  |                          |                          |                          |  |  |            |            |            |
|  |                              |                              |                              | 6                             | Denver       | 24                                   |                                      |                                      |                                      |  |                          |                          |                          |  |  |            |            |            |

- Die Mannschaft mit der niedrigeren Setznummer hatte Heimrecht.
- (*) nach Verlängerung

## Super Bowl XXXIX
Siehe Super Bowl XXXIX
Der 39. Super Bowl fand am 6. Februar 2005 im ALLTEL Stadium in Jacksonville, Florida statt. Im Finale trafen die New England Patriots auf die Philadelphia Eagles.

## Auszeichnungen
| Most Valuable Player          | Peyton Manning, Quarterback, Indianapolis Colts      |
| Coach of the Year             | Marty Schottenheimer, San Diego Chargers             |
| Offensive Player of the Year  | Peyton Manning, Quarterback, Indianapolis Colts      |
| Defensive Player of the Year  | Ed Reed, Safety, Baltimore Ravens                    |
| Offensive Rookie of the Year  | Ben Roethlisberger, Quarterback, Pittsburgh Steelers |
| Defensive Rookie of the Year  | Jonathan Vilma, Linebacker, New York Jets            |
| Comeback Player of the Year   | Drew Brees, Quarterback, San Diego Chargers          |
| Walter Payton Man of the Year | Warrick Dunn, Runningback, Atlanta Falcons           |